# 米軍が最も恐れた男 その名は、カメジロー
『米軍が最も恐れた男 その名は、カメジロー』（アメリカがもっともおそれたおとこ そのなはカメジロー）は、アメリカ合衆国による沖縄統治に抗い活動した政治家の瀬長亀次郎を描く、2017年公開の日本のドキュメンタリー映画である。
2016年8月21日、TBSテレビで放送された『報道の魂』スペシャル「米軍が最も恐れた男～あなたはカメジローを知っていますか?～」がもとになっており、追加取材・再編集を行い、未公開映像や関係者のインタビューも取り入れて映画化された。
日本映画ペンクラブが選ぶ文化映画部門第1位、日本映画復興賞、日本映画批評家大賞ドキュメンタリー賞、アメリカ国際フィルム・ビデオフェスティバル・ドキュメンタリー・歴史部門サーティフィケート賞など、受賞多数。